# SS Badger
Le SS Badger est un ferry pour passagers et véhicules des États-Unis qui est en service sur le lac Michigan depuis 1953. Actuellement, le navire fait la navette entre Ludington (Michigan), et Manitowoc (Wisconsin), sur une distance d'environ 100 km, reliant l'US Highway 10 (US 10) entre ces deux villes. Il s'agit du dernier navire à passagers alimenté au charbon opérant sur les Grands Lacs et  qui a été désigné monument historique national le 20 janvier 2016.
Le navire porte le nom des équipes sportives de l'Université du Wisconsin à Madison, les Wisconsin Badgers. Le Badger fonctionne à l'heure du Michigan (fuseau horaire de l'Est, tandis que le Wisconsin est dans le fuseau horaire central) et les passagers paient des taxes du Michigan sur leurs tarifs. Il fonctionne sur une base saisonnière de mai à octobre.

## Historique
Badger a été construit comme un traversier-rail en 1952 par la Christy Corporation de Sturgeon Bay, Wisconsin, avec son sister-ship SS Spartan (en) (du nom de la mascotte de l'Université d'État du Michigan) avec une coque renforcée pour briser la glace. Il était à l'origine utilisé pour transporter des wagons, des passagers et des automobiles entre les deux rives du lac tout au long de l'année. Aujourd'hui, le ferry relie les segments est et ouest de l'U.S. Route 10 dans les deux villes de mai à octobre.
Lancé le 6 septembre 1952, le SS Badger est entré en service le 21 mars 1953 pour le Chesapeake and Ohio Railway (à partir de 1973 une filiale du Chessie System). Le C&O avait acquis les opérations de ferry-car à Ludington avec son acquisition du Pere Marquette Railway en 1947. Après 1972, le service a été progressivement réduit et ne laissant que la route entre Ludington et Kewaunee, Wisconsin. Le 1er juillet 1983, le Chessie System a mis fin à son service de car-ferry lorsqu'il a vendu les bateaux à vapeur Badger, Spartan et City of Midland 41 (en) à Glen F. Bowden de Ludington. Il a organisé la Michigan-Wisconsin Transportation Company (MWT) pour poursuivre l'opération.

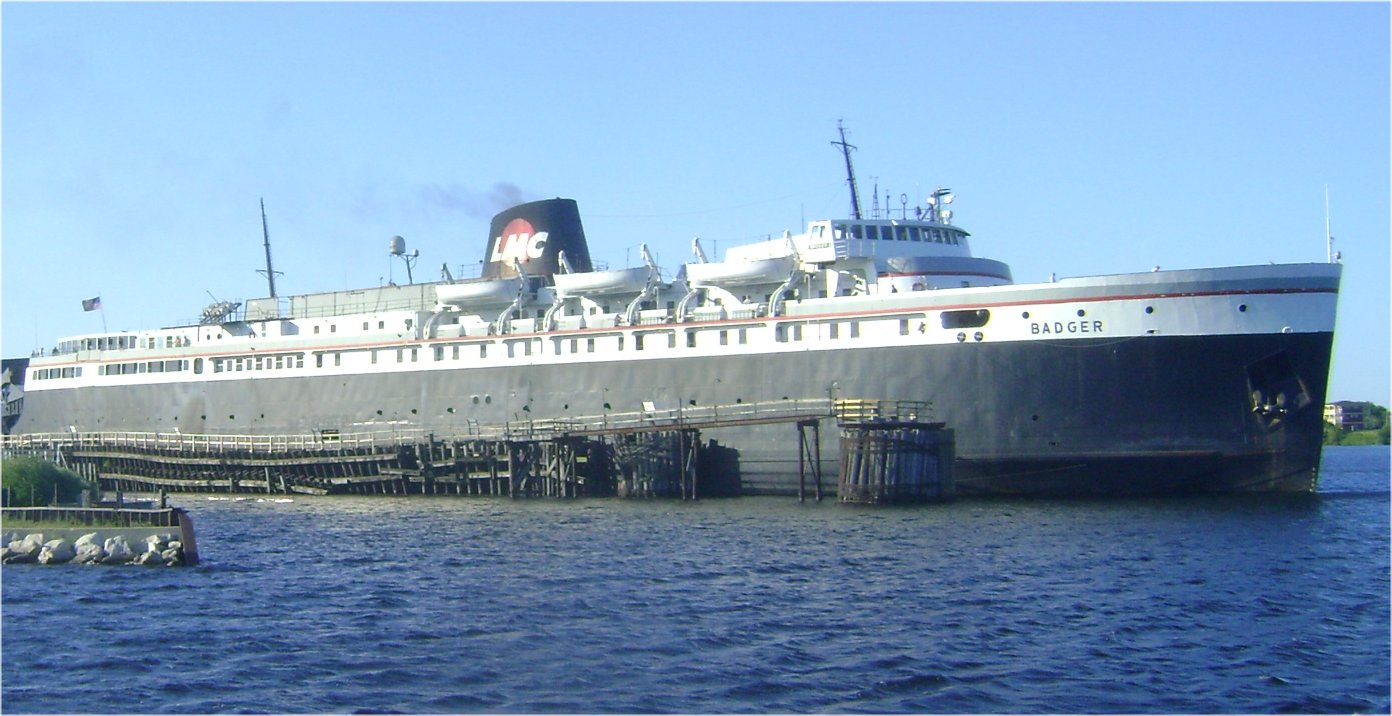
SS Badger amarré à Ludington, Michigan

Le concept de car-ferry sur le lac Michigan était confronté à de graves problèmes économiques au cours des années 1980 et en novembre 1988, le Badger était le seul navire en service. C'était le dernier des 14 ferries basés à Ludington restant en service. Le 16 novembre 1990, face à la faillite, Bowden a mis hors service le Badger, mettant fin à 93 ans de service de traversier ferroviaire au départ de Ludington et à 98 ans sur le lac Michigan dans son ensemble.
En décembre 2020, le Badger a été vendu à Interlake Steamship Company (en). L'accord comprend également la péniche Pere Marquette 41 et le SS Spartan.La société est basée à Middleburg Heights dans l'Ohio.

## Préservation
Désigné Michigan State Historic Site en 1997, il a été classé au registre national des lieux historiques le 11 décembre 2009  et nommé National Historic Landmark le 20 janvier 2016.

## Galerie

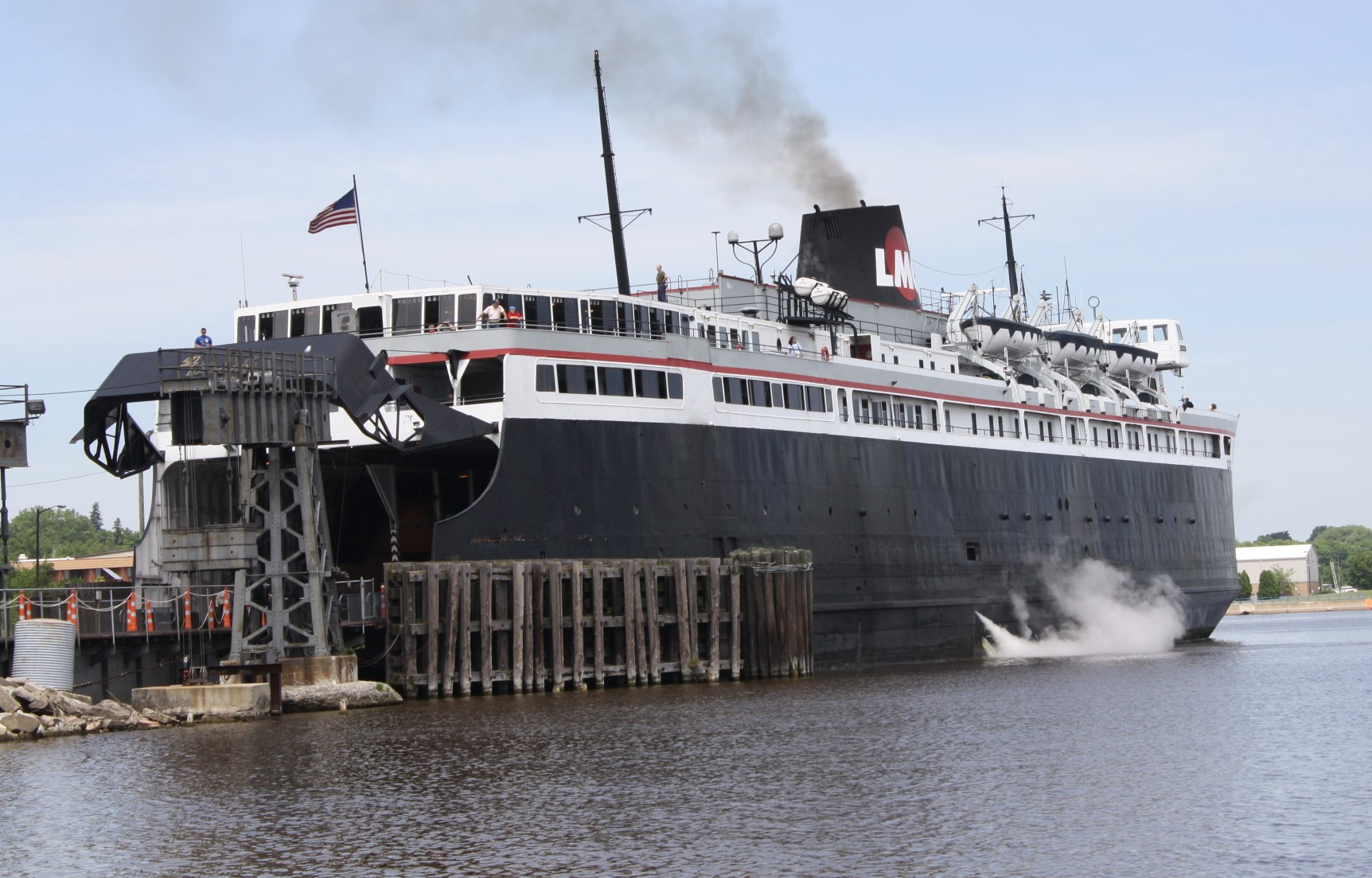
quai à Manitowoc
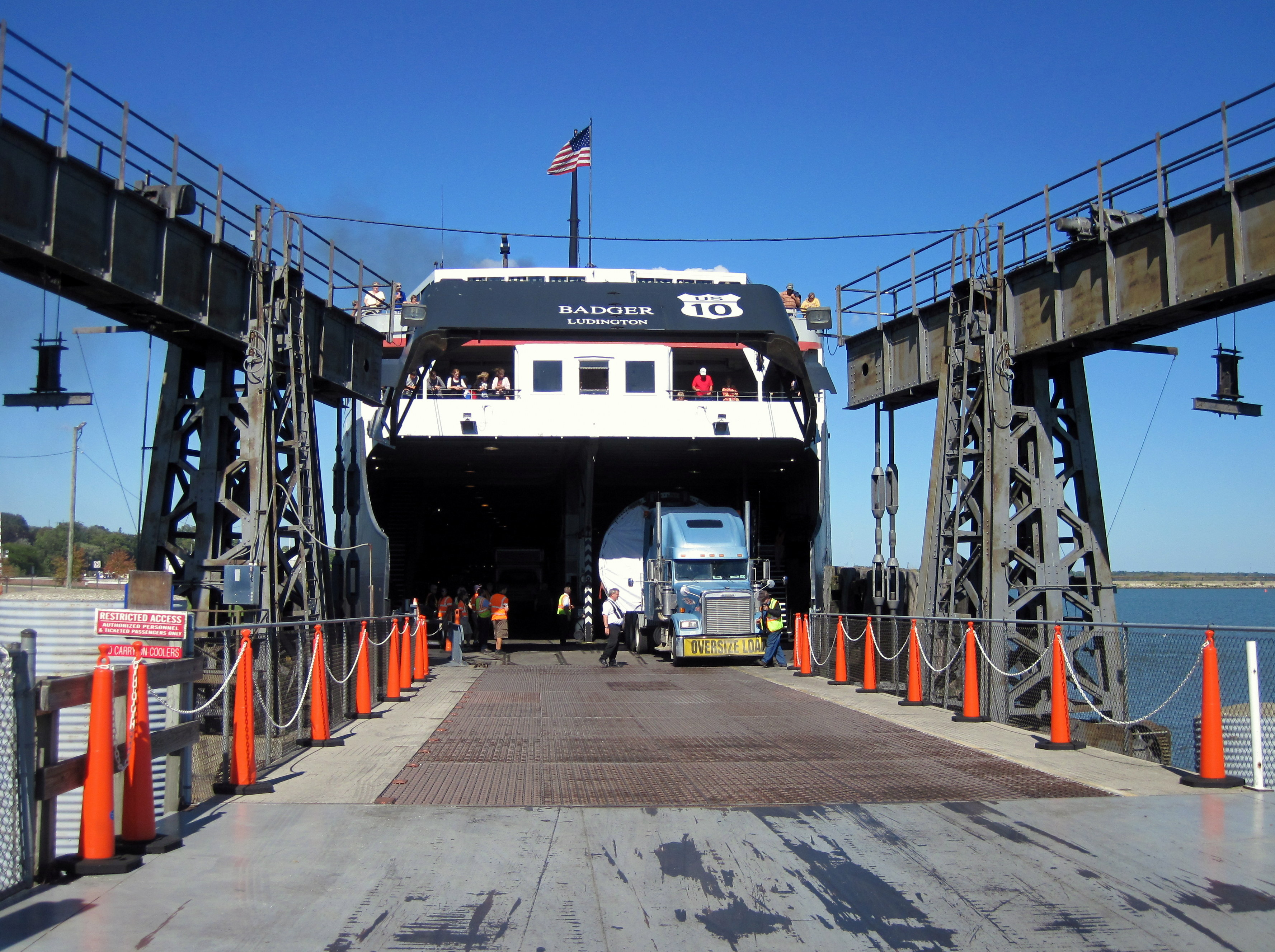
Entrée du pont à véhicule